# Melora Hardin
Melora Diane Hardin (Houston, 29 juni 1967) is een Amerikaans actrice. Ze won in zowel 2007 als 2008 een Screen Actors Guild Award samen met de gehele ploeg van The Office US. Daarin speelde ze van maart 2005 tot en met oktober 2008 Jan Levinson, hoofdpersonage Michael Scott meerdere die doorgaans per telefoon met hem communiceert vanaf het hoofdkantoor. Hardin is een dochter van acteur Jerry Hardin.
Hardin debuteerde in 1979 op het witte doek als Carmel in de misdaadkomedie The North Avenue Irregulars. Sindsdien speelde ze rollen in meer dan 25 films, meer dan 35 inclusief die in televisiefilms. Daarnaast was Hardin te zien als wederkerend personage in meer dan tien televisieseries. Haar omvangrijkste rollen daarin, zijn die in The Office US en Cover Me: Based on the True Life of an FBI Family. Ze speelde eenmalige gastrollen in ruim twintig andere series, zoals Diff'rent Strokes, Magnum, P.I., Murder, She Wrote, Matlock, Lois & Clark: The New Adventures of Superman, Friends, Touched by an Angel, The Pretender, Diagnosis Murder, Once and Again, Judging Amy, NCIS en Gilmore Girls.
Hardin trouwde in 1997 met acteur Gildart Jackson. Samen met hem kreeg ze in 2001 dochter Rory en in 2005 dochter Piper Quincey. Zowel Hardin, haar vader Jerry, haar moeder Diane, haar man Gildart als dochters Rory en Piper Quincy zijn samen te zien in de dramafilm You uit 2009.

## Filmografie
*Exclusief 5+ televisiefilms
| - Cruel Hearts (2018) - Golden Vanity (2017) - Anything (2017) - Self/less (2015) - Isabelle Dances Into the Spotlight (2014) - Beauty and the Least (2012, aka Ben Banks) - Zombie Hamlet (2012) - I Melt with You (2011) - Knucklehead (2010) - You (2009) - Miranda - Hannah Montana: The Movie (2009) - Lorelai - 17 Again (2009) - Principal Jane Masterson - The Tub (2009) - The Woman - 27 Dresses (2008) - Maureen - Me, Mom Dad & Her (2007) - Emma - Boxboarders! (2007) - Ruth Keene - The Dukes (2007) - Diane - Drive Thru (2007) - Marcia Carpenter - The Violin (2006) - Gertrude Bloch - The Comebacks (2006) - Barb Fields - Thank You for Smoking (2005) - Interviewer | - El padrino (2004) - Jane - The Hot Chick (2002) - Carol - Certain Guys (2000) - Mary Beth - Seven Girlfriends (1999) - Laura - Erasable You (1998) - Calamity - Absolute Power (1997) - Christy Sullivan - Tower of Terror (1997, televisiefilm) - Claire Poulet - Chameleon (1996) - Jill Hallman - The Undercover Kid (1996) - Clyde - The Pornographer (1994) - Sasha Leon Hoffner - Reckless Kelly (1993) - Robin Banks - The Rocketeer (1991) - South Seas Singer - Lambada (1990) - Sandy Thomas - La bottega dell'orefice (1989, aka The Jeweller's Shop) - Monica - Big Man on Campus (1989) - Cathy - Soul Man (1986) - Whitney - Iron Eagle (1986) - Katie - Papa Was a Preacher (1985) - Janette - The North Avenue Irregulars (1979) - Carmel |

## Televisieseries
*Exclusief eenmalige gastrollen
- A Million Little Things - Patricia Bloom (2019, vier afleveringen)
- Transparent - Tammy Cashman (2014-2019, veertien afleveringen)
- The Bold Type - Jacqueline Carlyle (2017-2019, dertig afleveringen)
- The Blacklist - Isabella Stone (2017, twee afleveringen)
- Falling Skies - Katie Marshall (2015, twee afleveringen)
- The Office US - Jan Levinson (2005-2013, 42 afleveringen)
- Wedding Band - Roxie Rutherford (2012-2013, tien afleveringen)
- Outlaw - Claire Sax (2010, vier afleveringen)
- Monk - Trudy Monk (2004-2009, tien afleveringen)
- Cover Me: Based on the True Life of an FBI Family - Barbara Arno (2000-2001, 25 afleveringen)
- The Tom Show - Lorraine (1997-1998, twee afleveringen)
- Orleans - Gina Vitelli (1997, twee afleveringen)
- Quantum Leap - Abigail Fuller (1992, twee afleveringen)
- Tour of Duty - Christine Pierson (1989, twee afleveringen)
- Dirty Dancing - Frances 'Baby' Kellerman (1988-1989, elf afleveringen)
- Little House on the Prairie - Belinda Stevens (1981, twee afleveringen)
- Secrets of Midland Heights - Micki Carroll (1980-1981, negen afleveringen)
- Thunder - Cindy Prescott (1977-1978, twaalf afleveringen)
- Little House: Look Back to Yesterday - Michele Pierson (1983)